# Tijana Bošković

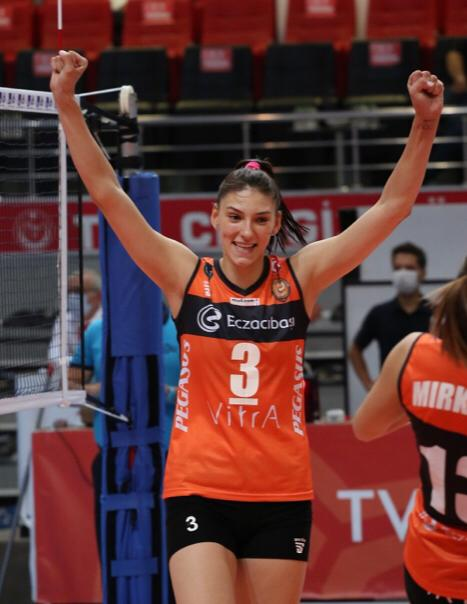
Tijana Bošković zawodniczką Eczacıbaşı Stambuł w sezonie 2020/2021

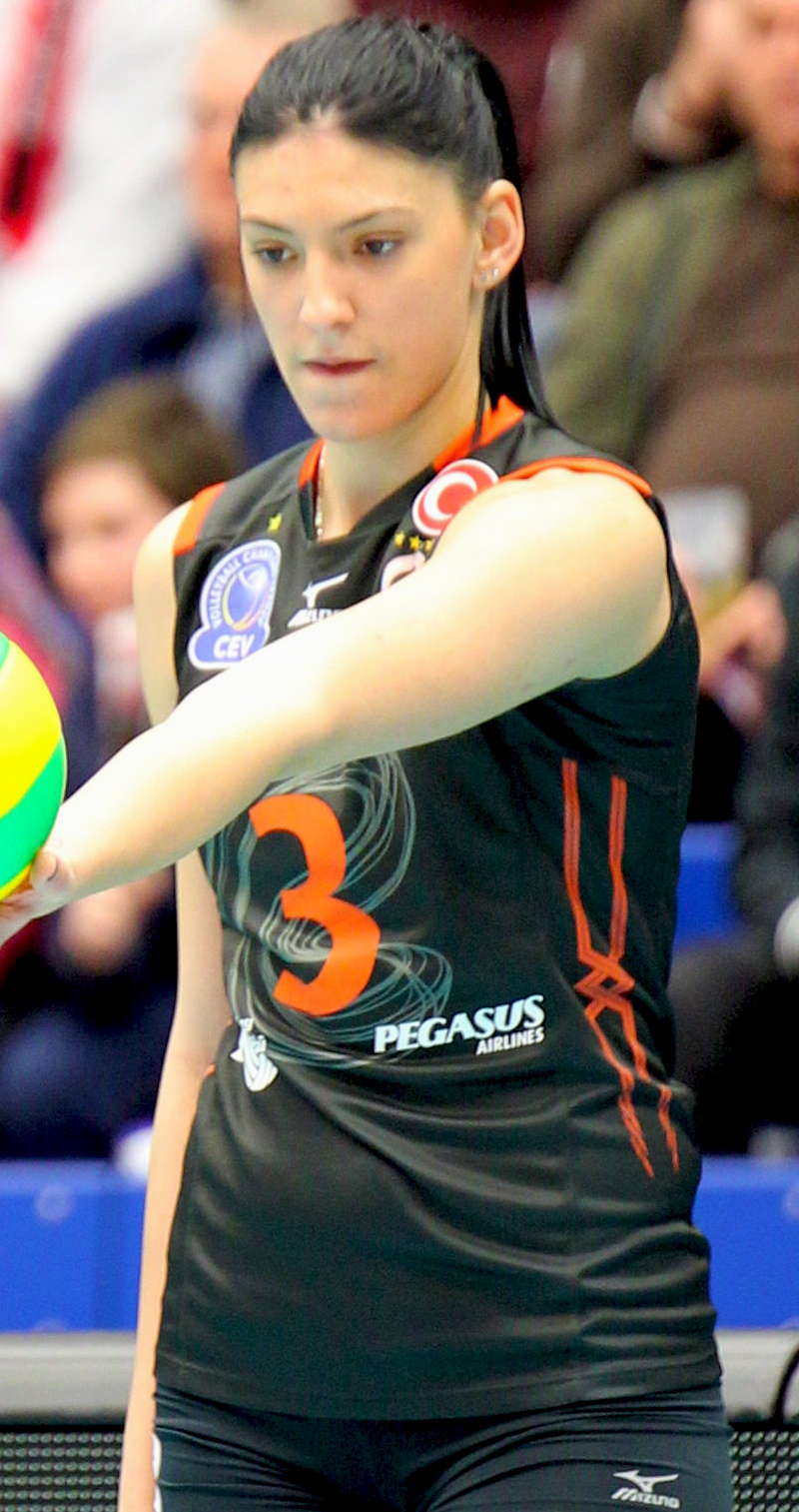
Tijana Bošković przed wykonywaniem zagrywki w drużynie Eczacıbaşı Stambuł w sezonie 2016/2017

Tijana Bošković (ur. 8 marca 1997 w Trebinje) – serbska siatkarka, reprezentantka kraju, grająca na pozycji atakującej. 
Jej siostra Dajana, również jest siatkarką i gra na pozycji atakującej. A brat Vuk jest koszykarzem.
20 sierpnia 2023 roku na Mistrzostwach Europy w meczu przeciwko reprezentacji Słowenii posłała zagrywkę z prędkością 116 km/h.

## Sukcesy klubowe
Liga serbska:
- 2014, 2015
- 2012, 2013

Superpuchar Serbii:
- 2013, 2014

Puchar Serbii:
- 2015

Liga turecka:
- 2018, 2019, 2023[6], 2024[7]
- 2016, 2022[8], 2025[9]

Klubowe Mistrzostwa Świata:
- 2016, 2023[10]
- 2019
- 2018, 2022[11]

Liga Mistrzyń:
- 2023[12]
- 2017

Puchar CEV:
- 2018, 2022[13]

Superpuchar Turcji:
- 2018, 2019, 2020

Puchar Turcji:
- 2019

## Sukcesy reprezentacyjne
Mistrzostwa Europy Juniorek:
- 2014[14]

Puchar Świata:
- 2015

Mistrzostwa Europy:
- 2017, 2019
- 2021, 2023[15]
- 2015

Igrzyska Olimpijskie:
- 2016
- 2020

Grand Prix:
- 2017

Mistrzostwa Świata:
- 2018, 2022[16]

## Nagrody indywidualne
- 2014: MVP Mistrzostw Europy Juniorek[17]
- 2016: MVP i najlepsza atakująca Klubowych Mistrzostw Świata
- 2016: Najlepsza siatkarka w Serbii
- 2017: Najlepsza atakująca Klubowych Mistrzostw Świata
- 2017: Najlepsza atakująca Grand Prix
- 2017: MVP Mistrzostw Europy
- 2017: Najlepsza siatkarka w 2017 roku
- 2018: MVP Pucharu CEV
- 2018: MVP Mistrzostw Świata
- 2018: Najlepsza atakująca Klubowych Mistrzostw Świata
- 2019: MVP i najlepsza atakująca Mistrzostw Europy
- 2019: MVP Superpucharu Turcji
- 2020: MVP Superpucharu Turcji
- 2021: Najlepsza atakująca Igrzysk Olimpijskich w Tokio
- 2021: Najlepsza atakująca Mistrzostw Europy
- 2022: MVP i najlepsza atakująca Mistrzostw Świata
- 2023: MVP i najlepsza atakująca Klubowych Mistrzostw Świata[18]